# Crocidura caspica
Crocidura caspica е вид бозайник от семейство Земеровкови (Soricidae).

## Разпространение
Видът е разпространен в Азербайджан и Иран.